# Meinard Simon du Pui

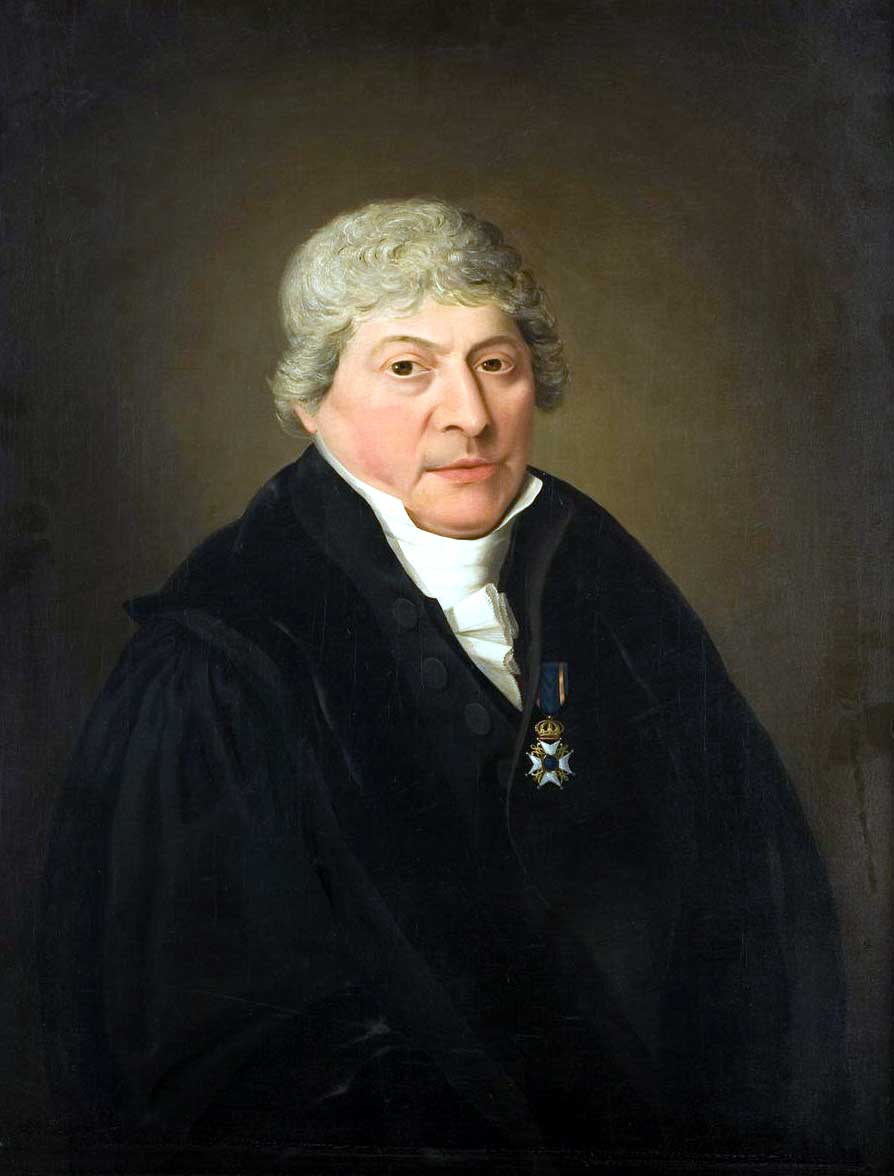
Meinhard Simon du Pui

Meinard Simon du Pui auch: Menrad, Meinhardus Simon du Puij; (* 21. März 1754 in Enkhuizen; † 14. Juni 1834 in Leiden) war ein niederländischer Mediziner.

## Leben
Der Sohn des Mediziners und Stadtrates in Enkhuizen Peter du Pui hatte die Schulen seiner Heimatstadt und die Lateinschule in ’s-Hertogenbosch besucht. Er immatrikulierte sich am 12. September 1771 an der Universität Groningen, wo er unter anderem die Vorlesungen der griechischen und lateinischen Literatur bei Jacobus de Rhoer (1722–1813) und zur Geschichte bei Leonard Offerhaus besuchte. Vor allem Antonius Brugmans machte ihn mit den Arbeiten von Gottfried Wilhelm Leibniz, Jakob I Bernoulli, Jean-Baptiste le Rond d’Alembert, Leonhard Euler und anderen bekannt. Aufgrund seiner mathematischen und physikalischen Ausbildung fand er einen Weg zu den medizinischen Wissenschaften. Hierzu besuchte er die Vorlesungen von Wynoldus Munniks (1744–1806), Peter Camper, Paulus ’s Graeuwen (1715–1779) und hatte unter der Leitung des damaligen Arztes Matthias Steevens van Geuns sein Praktikum absolviert. Nachdem er in Groningen am 28. Juni 1775 mit der Abhandlung Dissertatio physico-mathematica de Formulis mechanicis et nonnullis earumdem usibus (Groningen 1775) zum Doktor der Philosophie promoviert wurde, wechselte er für weitere medizinische Studien an die Universität Leiden.
In Leiden hatte er sich am 14. September 1775 in die Matrikel der Hochschule einschreiben lassen und besuchte dort die Vorlesungen Adriaan van Royen, David van Royen, Hieronymus David Gaub, Eduard Sandifort, Frederik Bernard Albinus, Gualtherus van Doeveren, Johann David Hahn sowie Nicolaus Georgius Oosterdijk. Nachdem er sein medizinisches Examen absolviert hatte, begab er sich 1778 auf eine Bildungsreise, welche ihn zunächst ein Jahr lang nach London zog. Hier vervollständigte er unter John Hunter, William Hunter, Percivall Pott und den Geburtshelfer William Lowder (1732–1801) seine medizinischen Kenntnisse. 1779 zog er nach Paris, wo er am Hôpital de la Charité und am Hotel Dieu weitere Studien betrieb. Nachdem er sich unter anderem bei Jean Louis Baudeloeque (1746–1810) mit der Geburtshilfe auseinandergesetzt hatte, kehrte er nach Leiden zurück. Hier promovierte er am 25. Februar 1780 mit der Abhandlung de homine dextro et sinistro zum Doktor der Medizin.
Danach etablierte er sich als Stadtarzt in Kampen, wo er auch über Anatomie, Chirurgie und Geburtshilfe dozierte. 1788 wechselte er in ähnlicher Eigenschaft nach Alkmaar, wo er den Titel eines Honorarprofessors für Anatomie und Chirurgie erhielt und seine Aufgabe mit der lateinischen Rede de Opinionibus praejudicatis, Medicinae progressuum obstaculo perpetuo antrat. Am 14. Mai 1791 beriefen ihn die Kuratoren der Universität Leiden zum außerordentlichen Professor der Medizin, in der Fachrichtung Geburtshilfe und praktische Chirurgie, welche Aufgabe er am 27. September 1791 mit der Einführungsrede de legum naturalium vi et ratione in usum artis chirurgicae et obstetricae prudenter adhibendis begann. Nach einigen Jahren wurde er am 19. September 1795 zum ordentlichen Professor der Medizin für Geburtshilfe und praktische Chirurgie berufen, welche Aufgabe er am 7. November 1795 mit der Rede de novissimis quae artem chirurgicam et obstetriciam illustrarunt, incrementis übernahm. In diese Eigenschaft übertrug man ihm am 14. November 1798 die Leitung des Leidener Universitätsklinikums Collegii Medico Practici, welche Tätigkeit er 1799 mit der Rede de vera quae Medicorum est experientia begann.
Am 2. Februar 1801 wurde er zum Professor des Lehrstuhls der praktischen Medizin berufen, wozu er am 26. September 1801 die Antrittsrede de iss, quae in exercenda Praxi medica omnium partium utile ac necessarium connubbium ad mittunt vel prohibent hielt. Nach der Wiederherstellung der Universität wurde er am 16. Oktober 1815 in seinem Amt bestätigt. Zudem beteiligte sich du Pui auch an den organisatorischen Aufgaben der Hochschule und war in den Jahren 1799/1800 sowie 1819/20 Rektor der Alma Mater. Diese beiden Ämter legte er mit den Reden de iis quae in exercenda praxi medica omnium partium utile ac necessarium connubium admittunt vel prohibent (ungedruckt) und de prosperis atque adversis, quae Academiae Lugduno-Batavae anno elapso contigerunt (Leiden 1820) nieder. Er war Ritter des Ordens vom niederländischen Löwen, 1814 Leibarzt des Königs Wilhelm I. und Mitglied der Batavischen Gesellschaft der experimentellen Philosophie in Rotterdam (niederländisch: Bataafsch Genootschap der Proefondervindelijke wijsbegeerte te Rotterdam). 1824 wurde er aufgrund seines hohen Alters emeritiert, hielt aber noch bis 1826 regelmäßige Vorlesungen und danach sporadische, bis zu seinem Tod.